# Robert Bartram
Robert Bartram (13. März 1859 in Braunschweig – 18. Mai 1943) war ein deutscher Opernsänger (Bariton).

## Leben
Bartram – Sohn eines Schuhmachermeisters – wurde im Oktober 1886 vom Vorstand der Schulzeschen Liedertafel in Braunschweig ermuntert, seine Stimme für die Bühne ausbilden zu lassen. Der junge Sänger ließ sich beim Hofkapellmeister Riedel prüfen und sang bereits am 10. Oktober den „Heerrufer“ im Lohengrin mit aufmunterndem Beifall. Nun war er fest entschlossen sich der Bühnenlaufbahn zuzuwenden und nachdem er bei Franz Krückl entsprechenden Gesangsunterricht genommen hatte, wurde er bereits am 1. Juni 1887 als Vertreter des Baritonfaches, das er abwechselnd mit einigen Bassbufforollen sang, für das Kasseler Hoftheater engagiert, nachdem er zuvor als „Jäger Wolfram“ und „Heerrufer“ mit entschiedenem Erfolg dort gastiert hatte.
In Kassel verblieb er 43 Jahre und trat hier in über 6200 Vorstellungen auf. 1931 nahm er dort seinen Abschied.